# Geografía de México
México es un país localizado en el extremo meridional de América del Norte. Tiene una costa oriental bañada por el golfo de México, y el mar Caribe, que forman parte del océano Atlántico. Por el poniente, posee un enorme litoral bañado por el Océano Pacífico. Limita al norte con Estados Unidos y al sur con Guatemala y Belice. México comparte una larga frontera norte con Estados Unidos de America del norte y una al sur con Guatemala y Belice. Al este limita con el Golfo de México y al oeste con el Océano Pacífico. 
Aproximadamente el 85 % del país (con excepción de la península de Yucatán y de las llanuras costeras del este y noroeste) está formado por cadenas montañosas, mesetas y numerosos valles. La sierra Madre Occidental y la sierra Madre Oriental corren paralelas a ambas costas. Entre ellas se encuentra una vasta región de valles, altiplanicies y mesetas (altitud media 2000 m s. n. m..). En el extremo sur de la altiplanicie se hallan las cimas más elevadas de México: el pico de Orizaba o Citlaltépetl, el Popocatépetl y el Iztaccíhuatl. El territorio mexicano comprende numerosas islas localizadas en su mar patrimonial, de las que sobresalen la isla Guadalupe y el archipiélago de Revillagigedo. 
La superficie aproximada del país es de 1 964 375 km², que lo ubican en el décimo cuarto puesto a nivel mundial y el quinto en América, después de Canadá, Estados Unidos, Brasil y  Argentina. México tiene poco más de 3200 km de largo entre sus puntos terrestres más lejanos. La más amplia frontera de México es la que comparte con Estados Unidos, de una longitud de 3326 km lineales, la mayor parte de la cual está definida por el río Bravo, que es también el más largo del país. El resto de esta frontera es definida por una serie de marcas artificiales y naturales. La frontera con Guatemala está formada por los ríos Suchiate, el Usumacinta y tres líneas artificiales. La longitud de esta frontera es de 871 km. La frontera de 251 km con Belice coincide con el cauce del río Hondo.
El mar patrimonial de México está constituido por dos regiones: el mar territorial, que se mide desde la línea costera hasta 25 km mar adentro; y la zona económica exclusiva, que alcanza 200 millas náuticas desde el litoral. La superficie del mar patrimonial mexicano es de unos 2.7 millones de km².

## Relieve natural

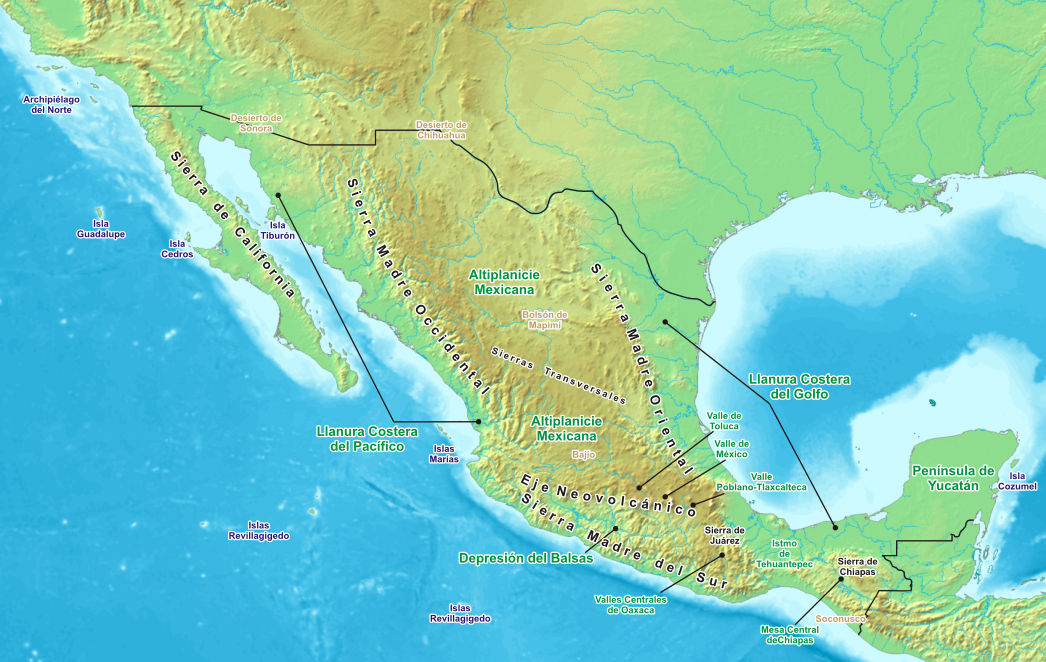
Mapa físico de México, donde se señalan algunas de los accidentes y regiones más notables del país.

Dos grandes cadenas montañosas dan forma al relieve de México. En el oeste, paralela a la costa del Pacífico, se levanta la imponente sierra Madre Occidental, que se extiende por unos 1250 km entre la frontera con Estados Unidos y la desembocadura del río Lerma. La sierra Madre Occidental alcanza su punto más alto en el cerro Gordo, en el sur del estado de Durango, con una altitud de 3340 m s. n. m.. La distancia que separa a esta cordillera de las costas del golfo de California es de unos 300 kilómetros como máximo, en el norte de Sonora, aunque la llanura costera del Pacífico se contrae gradualmente hacia el sur, donde en Nayarit (sierra del Nayar) alcanza su anchura mínima, de unos veinte kilómetros con respecto al litoral del Pacífico. 
Al este se localiza la sierra Madre Oriental, que inicia en la frontera entre Coahuila y Texas y se extiende 1355 km en dirección noreste - sureste, con una anchura promedio de 50 kilómetros y una elevación media de 2,200 metros sobre el nivel del mar. En algunas secciones la amplitud alcanza 80 y hasta 100 kilómetros. Esta cordillera se extiende desde Coahuila, Nuevo León, Tamaulipas, San Luis Potosí, Querétaro, Hidalgo, Veracruz y Puebla. En el norte de este último se une con el eje Neovolcánico. Al este limita con la llanura costera del golfo, y al oeste se encuentra la Altiplanicie Mexicana. La cordillera tiene una topografía accidentada en la que los valles, los cañones y los barrancos son frecuentes. El pico más alto es el Cerro El Potosí con 3,713 metros sobre el nivel del mar. 

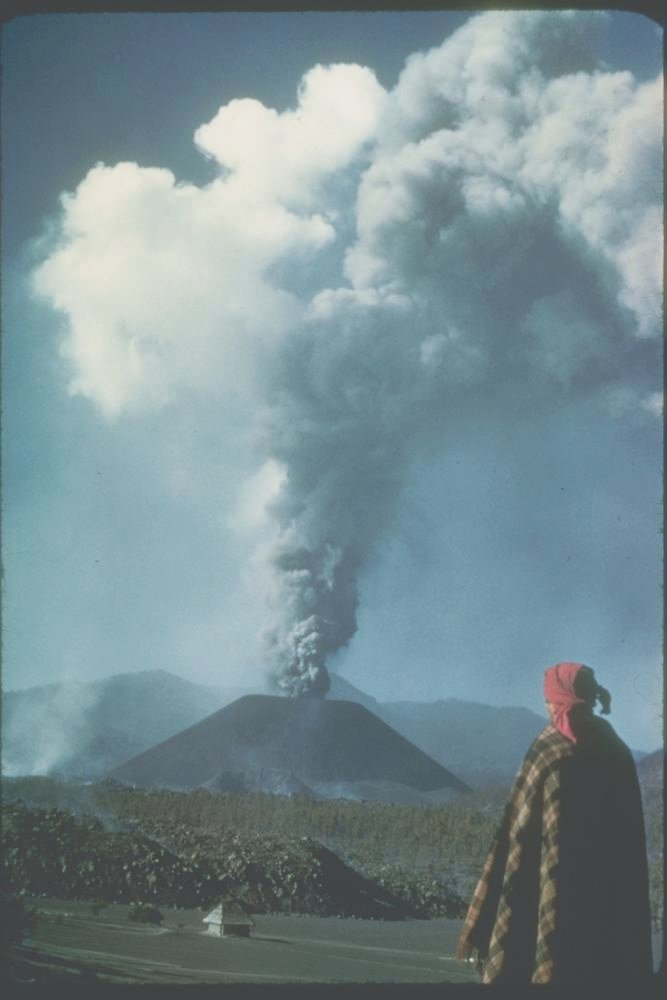
El Paricutín en tiempo de actividad.

Entre estas dos grandes cadenas montañosas y el eje Neovolcánico, del cual vamos a hablar más abajo, se localiza la Mesa del Centro. Se trata de una amplia meseta, a una altitud promedio de 1200 m s. n. m.. Debido a la presencia de las altas montañas en todos los flancos es bastante seca, en ella están contenidas los desiertos de Chihuahua y el bolsón de Mapimí (este último conocido también como Comarca Lagunera), que son algunos de los puntos donde llueve menos en todo el país. La Mesa del Centro está dividida por una serie de pequeñas serranías de escasa envergadura, conocidas en su conjunto como sierras Transversales, conjunto que comprende la sierra de Zacatecas, la de San Luis y la sierra de la Breña. Estas sierras dividen el altiplano en dos mitades, que algunos especialistas han querido denominar Altiplano Norteño y Altiplano Sur. En esta última región se localiza el Bajío, una rica región agrícola compartida por los estados de Guanajuato, Querétaro, Jalisco, Michoacán y Aguascalientes.
La Mesa del Centro es limitada al sur por el eje neovolcánico. Se trata de una cadena de volcanes que forman parte del llamado cinturón de fuego del Pacífico, caracterizado por su gran actividad volcánica. Inicia en el estado de Nayarit, y corre al oriente aproximadamente sobre la línea del paralelo 19°. El Eje forma numerosos valles de tierras altas, entre ellos los de Toluca, México, y el Poblano-Tlaxcalteca, que alojan juntos 24 millones de personas, equivalentes a poco menos del 25% de la población mexicana. En esta cordillera se localizan algunas de las mayores elevaciones del país, como el pico de Orizaba, el Popocatépetl, y el Iztaccíhuatl. Aunque los volcanes Fuego de Colima y Nevado de Colima se localizan más al sur, suelen considerarse como parte de este eje. Tanto el volcán de Fuego como el Popocatépetl son monitoreados por su incesante actividad volcánica. Forma parte de esta cordillera el célebre Paricutín, el volcán más joven del mundo, que fue visto nacer por un campesino purépecha de Michoacán, y sepultó el pueblo de San Juan Parangaricutiro.
Al sur del Eje Neovolcánico se localiza la región más baja de todo el país. Esta región corresponde al cauce medio del río Balsas-Atoyac, y se conoce precisamente como Depresión del Balsas; es una región de clima muy caluroso, con vegetación de tipo subtropical. Aunque es una extensa región con abundantes recursos hídricos, es una de las más despobladas del país, debido entre otras cosas a que está rodeada por altas montañas que dificultan su comunicación. La cuenca del Balsas comienza en el valle Poblano-Tlaxcalteca, pero debido a que éste es una zona de tierras altas, no se considera parte de la depresión. Al oriente la zona está limitada por el Escudo Mixteco, que une a la sierra Madre del Sur con el Eje Neovolcánico.
Entre la Depresión del Balsas y el océano Pacífico se encuentra otra gran cadena montañosa, ésta es la sierra Madre del Sur, que corre casi al ras de la costa pacífica de los estados de Jalisco, Michoacán de Ocampo, Guerrero y Oaxaca, donde concluye en el istmo de Tehuantepec. La sierra Madre del Sur está enlazada con la cordillera Neovolcánica y la sierra Madre Oriental por el escudo Mixteco, que como queda deducido de los últimos párrafos constituye uno de los puntos centrales de la orogenia mexicana. El Escudo Mixteco es una de las zonas más antiguas del país. En torno a él se desarrollaron notables procesos geológicos que dieron origen a las cuatro grandes cordilleras que recorren el país.
Al oriente de este Escudo Mixteco se localiza otra notable cadena montañosa, la sierra Madre de Oaxaca, conocida también como sierra de Juárez. Se extiende por el norte de Oaxaca y forma el límite natural con su vecino norteño, Veracruz. El relieve de la sierra de Juárez es abrupto, alcanza picos de más de 3000 m s. n. m.. Termina en el istmo de Tehuantepec, una zona baja donde el golfo de México y el océano Pacífico se hallan a menor distancia en el territorio mexicano. La planicie del istmo es interrumpida por la sierra Atravesada, que como su nombre indica, atraviesa la región de norte a sur. Al oriente de ella se encuentran las sierras Madre de Chiapas y las serranías de Soconusco, que enmarcan la Mesa Central de Chiapas, una zona de unos 1200 m s. n. m. de clima frío en plena zona tropical. La sierra Madre de Chiapas tiene su pico culminante en el volcán Tacaná, a 4117 m s. n. m., en la frontera chiapaneca con Guatemala. 
La planicie costera del Golfo es bastante más amplia que su par del Pacífico. Comienza en el noreste de Coahuila y termina en la cuenca del río Candelaria, en el estado de Campeche. Es una región de relieve más o menos plano (apenas interrumpido por la sierra de los Tuxtlas y las serranías de Tamaulipas), que suele ser dividida en dos partes: la llanura septentrional, que se localiza al norte del río Pánuco; y la meridional, en Veracruz y Tabasco. Al oriente de la llanura tabasqueña se encuentra la Plataforma de Yucatán, una extensa península de piedra caliza, que emergió del mar luego del impacto de un meteorito a final de la era mesozoica, solo caracterizada topográficamente por una leve serranía de 130 m de altitud en su punto más alto, denominada La Sierrita.
En el noroeste, la separación entre la península de Baja California y el resto del territorio continental está ocupada por el golfo de California, declarado patrimonio de la Humanidad. La península bajacaliforniana está atravesada de norte a sur por una cordillera conocida genéricamente con el nombre de sierras de Baja California, aunque recibe diferentes nombres según la región. Una falla geológica pasa muy cerca de la línea costera de la península, lo que ocasiona que muy lentamente se esté separando del continente americano. Este mismo proceso ha generado, al norte, entre la sierra de Juárez y la sierra Cucapá una depresión conocida como: Laguna Salada, que es la zona más baja del país. En algunos siglos, la falla de San Andrés convertirá a Baja California y California en una enorme isla.

## Litoral de México
| º  | Nombre              | Litoral (km) | %    |
| -- | ------------------- | ------------ | ---- |
| 01 | Baja California Sur | 2131         | 19,2 |
| 02 | Baja California     | 1493         | 13,4 |
| 03 | Sonora              | 1209         | 10,9 |
| 06 | Sinaloa             | 622          | 5,6  |
| 13 | Nayarit             | 296          | 2,7  |
| 11 | Jalisco             | 351          | 3,2  |
| 17 | Colima              | 142          | 1,3  |
| 15 | Michoacán           | 228          | 2,0  |
| 08 | Guerrero            | 522          | 4,7  |
| 07 | Oaxaca              | 568          | 5,1  |
| 14 | Chiapas             | 266          | 2,4  |
| 04 | Quintana Roo        | 1176         | 10,6 |
| 12 | Yucatán             | 340          | 3,1  |
| 10 | Campeche            | 425          | 3,8  |
| 16 | Tabasco             | 200          | 1,8  |
| 05 | Veracruz            | 720          | 6,0  |
| 09 | Tamaulipas          | 433          | 3,9  |

México tiene 11 122 km de litoral continental bañado por dos grandes océanos, el Pacífico y el Atlántico, tanto a la parte del golfo de México como al mar Caribe. Diecisiete entidades federativas tienen litoral y quince no lo tienen: Chihuahua, Coahuila de Zaragoza, Nuevo León, Durango, Zacatecas, San Luis Potosí, Aguascalientes, Guanajuato, Querétaro, Estado de Hidalgo, Puebla, Estado de México, Ciudad de México , Tlaxcala y Morelos.
El mayor litoral corresponde al Pacífico, que baña 10 estados y tiene una longitud de 7828 km. La línea de la costa del Pacífico tiene como principal característica la península de California, que crea un largo entrante de 1200 km de longitud, el golfo de California o mar de Cortés, abrigado de las corrientes oceánicas directas. En este largo litoral se dan toda clase de costas, desde las rocosas y escarpadas con altos acantilados, pasando por las zonas llanas con extensas y arenosas playas hasta las llanuras mareales con valiosos ecosistemas. El litoral del Pacífico puede considerarse dividido en dos: el litoral de la península de California, con más de 3600 km de longitud y dos riberas muy diferentes, la abierta al océano y la interior más protegida; y el litoral plenamente continental, que comenzaría en el extremo noroccidental en la desembocadura del río Colorado y que se extendería primero en dirección suroeste hasta el cabo Corrientes, y luego se encaminaría cada vez más al este hasta alcanzar la desembocadura del Ocós, en el golfo de Tehuantepec, la costa meridional del istmo de Tehuantepec.
El litoral de la vertiente atlántica tiene una longitud de 3294 km y baña seis estados. También puede considerarse dividido en dos partes: la norte, correspondiente a la ribera del golfo de México, que comenzaría en la desembocadura del río Grande y describiría un amplio arco en dirección sur hasta volver a cerrarse hacia el norte en el extremo de la península de Yucatán; y el que corresponde al mar Caribe, de menos de 1000 km, en la parte oriental de la península del Yucatán mexicana y que iría desde el cabo Catoche hasta la desembocadura del río Hondo en la bahía de Chetumal.
En la tabla al margen, ordenada geográficamente, se recogen los litorales estatales del país.

## Puntos extremos de México
Los puntos extremos del país, referidos a su latitud y longitud, son, para el México continental:
- punto más septentrional: Monumento 206, en el poblado mexicalense de Los Algodones, Baja California, frontera con Estados Unidos (32°38′N 114°45′O / 32.633, -114.750)
- punto más occidental: cerca de Tijuana, Baja California (32°32′N 117°5′O / 32.533, -117.083)
- punto más meridional: Desembocadura del río Suchiate cerca de Ciudad Hidalgo, en la frontera con Guatemala, al sur de Tapachula, Chiapas (14°32′27″N 92°13′0″O / 14.54083, -92.21667)
- punto más oriental: cerca de Cancún, Quintana Roo (21°8′N 86°44′O / 21.133, -86.733).

Si se consideran las zonas insulares, solamente cambian :
- punto más occidental: roca Elefante en la isla Guadalupe, en el Océano Pacífico (29°4′N 118°26′O / 29.067, -118.433).
- punto más oriental: punta sureste de isla Mujeres, Quintana Roo (21°11′N 86°42′O / 21.183, -86.700).

## Hidrología
La presencia de enormes cadenas montañosas en las cercanías de las costas ocasiona que los ríos de México sean en general cortos, innavegables y con un caudal relativamente modesto. Esto es especialmente cierto en el Pacífico en cuya vertiente, sin embargo, desembocan algunos de los ríos más largos de México.
México tiene cuarenta y dos ríos principales, que pueden agruparse en tres vertientes:
- la vertiente occidental corresponde al Pacífico;
- la oriental al golfo de México y al mar Caribe;
- y existe además una vertiente interior, conformada por todos los ríos que no tienen salida a ninguno de los mares ni desembocan en una cuenca con desagüe marino.

La Comisión Nacional del Agua (Conagua) ha dividido México, hidrológicamente, en 13 Regiones Hidrológico-Administrativas, que son agrupaciones de cuencas que procuran respetar los límites municipales, para integrar con facilidad la gestión socioeconómica. A su vez, estas regiones administrativas se subdividen en 37 regiones hidrológicas, que tienen un nivel de escurrimiento similar (llegan hasta 33 en número, pero la n.º 24 está repetida) en las que están agrupadas las 718 cuencas hidrográficas del país. Conagua es el órgano administrativo, normativo, técnico y consultivo encargado de la gestión de dichas regiones hidrológicas. En el cuadro adjunto se recogen tanto las 13 Regiones Hidrológico-Administrativas como las 37 regiones hidrológicas, utilizándose el siguiente código de colores para reflejar la vertiente:
Las más húmedas son la del Usumacinta-Grijalva, la del Papaloapan, la de Coatzacoalcos, y la llamada Costa de Chiapas. Las tres primeras corresponden a la vertiente del golfo de México, y la última al Pacífico. Las cuatro se localizan en los estados del sureste de México. En el punto contrario, las más secas son las de El Vizcaíno, Magdalena y Laguna Salada, en la península de Baja California; y la de Sonora, en el estado del mismo nombre.
Según el Instituto Nacional de Estadística, Geografía e Informática (INEGI), los ríos más caudalosos son el Usumacinta, que desaloja 900 000 l/s en el golfo de México, y el Grijalva, con 700 000 l/s, también en el golfo. Ambos forman parte de la región hidrológica 30, de Usumacinta-Grijalva, la más húmeda del país. No obstante, se trata de ríos relativamente cortos. 
El río Bravo, el más largo de los que riegan el país, apenas desaloja 120 000 l/s en la vertiente oriental. El sistema Lerma-Chapala-Santiago, que riega una de las zonas más densamente pobladas del país, apenas tiene una capacidad de 8500 m³ anuales de escurrimiento, contra los más de 50 000 del río Usumacinta.
La vertiente interior está formada por regiones cerradas que impiden la salida de sus aguas al mar. Las más importantes son las de los ríos Nazas y Aguanaval, que se localizan en los estados de Zacatecas, Durango y Coahuila. Sus aguas son canalizadas para dotar de agua ciudades tan importantes como la zona metropolitana de Torreón, que alberga a más de un millón de personas, así como los extensos cultivos de la Comarca Lagunera. Sin embargo, se trata de ríos con escaso caudal, que no son suficientes para abastecer la demanda de la región.
Existen además numerosas y pequeñas cuencas lacustres, entre las que hay que destacar las de los lagos Pátzcuaro y Cuitzeo, en Michoacán de Ocampo. Formaba parte de este grupo la cuenca del lago de Texcoco, que sin embargo, fue abierta artificialmente hacia el río Tula, con el propósito de desecar los más de mil kilómetros de superficie lacustre, en los que hoy se asienta la Ciudad de México.

## Clima
El territorio mexicano está ubicado a la altura del Trópico de Cáncer. Sus condiciones climáticas varían: aridez en el norte del territorio, climas cálidos, húmedos y subhúmedos en el sur, sureste y climas fríos o templados en las regiones geográficas elevadas. Al norte del país, en la frontera con los Estados Unidos, el territorio es semidesértico, con clima árido. Hacia el sursureste se encuentran selvas tropicales, zonas pantanosas en la región norte del estado de Tabasco.
El clima de México, al igual que el de cualquier otra parte del planeta, es resultado de la interacción de diversos fenómenos atmosféricos y geográficos, y es uno de los rasgos del medio físico más influyente en las actividades humanas. La distinta relación entre los fenómenos atmosféricos y geográficos provoca la diversidad climática.
La ubicación de México en las cercanías del Ecuador y el hecho de ser atravesado por el Trópico de Cáncer tienen una gran importancia, pues entre 50 y 60 por ciento de los rayos solares caen en su superficie, lo cual le permite tener un clima que, en principio, podría catalogarse como tropical y templado.
Las temperaturas del país no solo están en función del impacto de los rayos solares, pues aquellas aumentan conforme la altitud se aproxima al nivel del mar y disminuyen en razón del aumento de la misma. Por ejemplo, la Ciudad de México se localiza a 2.240 m s. n. m. y tiene una temperatura media de 15 °C, mientras que el puerto de Veracruz, que se ubica a nivel del mar, es de 25 °C.
Otros factores de importancia para determinar el clima son las barreras meteorológicas (que limitan la entrada del aire húmedo), la distancia al mar (que determina en cierta medida la aridez) y las corrientes marinas (como la corriente fría de California y la cálida del Golfo), que modifican el clima en los litorales del país, pues transportan el calor del Ecuador hacia los polos.
- Uso del suelo
- Altitudes y depresiones geográficas importantes de México[2]

Mapa de México con la Clasificación Climática de Köppen

De acuerdo con la Clasificación climática de Köppen, México cuenta con los siguientes climas:

### Climas Tropicales
- Af, Tropical humedo con lluvias todo el año o Ecuatorial, Es el hogar de las selvas altas perennifolias que se distribuye principalmente en la frontera de los estados de Tabasco y Chiapas así como de Veracruz y Oaxaca. Algunas ciudades características son; Palenque, Martínez de la Torre, Macuspana, Tenosique, Misantla, Teapa y San Juan Bautista.

- Am, Tropical monzónico (lluvias en verano), se desarrolla alrededor del clima Af como transición con el Aw e incluye los mismos estados de Tabasco, Chiapas, Veracruz y Oaxaca. Minatitlán, Tuxtepec, Coatzacoalcos, Heroica Cárdenas, Villahermosa, Tapachula, San Andrés Tuxtla, Ocosingo y Comalcalco son ciudades características de este Clima

- Aw, Tropical de sabana (lluvias en verano), se desarrolla principalmente por la costa del Pacífico desde el sur de Mazatlán hasta la frontera con Guatemala, y zonas bajas circundantes, lo mismo que en la península de Yucatán y remanentes de la Planicie del Golfo de México en Veracruz. Muchas tienen este clima, ciudades con más de 100,000 habitantes son: Tuxtla Gutiérrez, Playa del Carmen, Puerto Vallarta, Acapulco, Colima, Chetumal, Iguala, Manzanillo, Campeche, Mérida, Ciudad del Carmen, Cancún, Mazatlán, Veracruz, Cuernavaca, Tampico, Chilpancingo, Poza Rica, Cuautla, Ciudad Valles, Lázaro Cárdenas, Acayucan y Tehuantepec.

### Climas Secos
- BWh, Árido cálido, son el núcleo o el centro más árido de los 2 principales desiertos de México, el desierto de Sonora (incluyendo la península de Baja California), y las zonas bajas del desierto de Chihuahua, caracterizado por la cuenca del Nazas o el Bolsón de Mapimí. Delicias, Mexicali, Torreón, Gómez Palacio, San Luis Río Colorado, Guaymas, Hermosillo, La Paz, Ciudad Obregón, Los Mochis, Los Cabos, Navojoa y Ojinaga conforman un grupo de ciudades que tienen este clima. Cabe mencionar que San Luis Río Colorado ostenta el récord de temperatura máxima registrada en el país

- BWk, Árido frío, se desarrolla principalmente en el norte de Chihuahua, formando parte del desierto de Chihuahua. Existiendo también en zonas altas de la sierra de San Pedro Mártir y el altiplano mexicano en San Luis Potosí, como nota importante, este clima se encuentra en la Isla Guadalupe a nivel del mar. Ciudad Juárez en Chihuahua es la ciudad más importante en México perteneciente a este clima, otras ciudades pequeñas en el estado son Ascensión y Villa Ahumada la cual ostenta el récord de la temperatura más baja registrada en México.

- BSh, Semiárido cálido, naturalmente es un clima de transición entre el árido y el subhúmedo y se localiza principalmente en el noreste y noroeste del país así como en zonas de altura media alrededor del altiplano mexicano como son en áreas importantes del bajío y San Luis Potosí. En el sur, la zona de Tierra Caliente y el valle de Oaxaca tienen este tipo de clima. Es el segundo clima con más población en las ciudades con más de 100,000 habitantes, lo que lo hace muy característico en México. A continuación se enlistan las ciudades con este clima: Ciudad Acuña, Saltillo, Nuevo Laredo, Piedras Negras, San Francisco del Rincón, Monterrey, Chihuahua, Aguascalientes, San Luis Potosí, Tehuacán, Celaya, Querétaro, Reynosa, Culiacán, Monclova, San Juan del Río, Lagos de Moreno, Apatzingán, Guamúchil, Rioverde y Tecomán.

- BSk, Semiárido frío, al igual que el semiárido cálido, es una zona transitoria, caracterizado por su vegetación estepárica se localiza principalmente en zonas altas del noroeste y centronorte del país abarcando estados como Chihuahua, Durango, Sonora, Zacatecas y Baja California, también se puede encontrar en zonas elevadas de estados como; Coahuila, Nuevo León, San Luis Potosí, Guanajuato, Querétaro y Aguascalientes, las principales ciudades con este clima son: Ciudad Cuauhtémoc, Parral, Durango, Zacatecas, Fresnillo, Nogales, Agua Prieta, Nuevo Casas Grandes, Santiago Papasquiaro y Janos, también se incluyen ciudades en la subcategoría BSks que indica un clima semiárido frío con influencia mediterránea y lluvias de invierno las cuales se encuentran en el norte de Baja California; Tijuana, Ensenada y Rosarito.

### Climas Temporales y Templados
- Csa, Mediterráneo tipico o con verano cálido (subtropical), este clima es raro en México y se encuentra en el noroeste de Baja California en la región mediterránea, sin embargo este clima también se desarrolla a altitudes medias capaces de captar la humedad proveniente del océano en regiones pequeñas del norte de Sonora y oeste de Chihuahua, existen regiónes peculiares que no cumplen cabalmente con el clima típico mediterráneo, como lo son los veranos secos. Esta región donde se localizan Nogales y Cananea, es en verano donde más precipitaciones tiene, sin embargo la temporada de precipitaciones es tardía, y tiene sequías intermitentes. El fenómeno de sequías intermitentes también ocurre en invierno, finalmente se detecta que por la evapotranspiración condicionada a la temperatura, esta región tiene una sequía puntual más pronunciada en verano, justo después de la primavera, que en invierno, lo que le da la característica de clima mediterráneo. Tecate es el principal exponente de este clima, Mientras que Cananea y Moris (Chihuahua) son frecuentemente vinculadas a este clima, la ciudad de Nogales transita entre este clima y el BSk dependiendo del periodo histórico de su carta climática.

- Csb, Mediterráneo oceánico o con verano suave (templado), se desarrolla principalmente en las sierras de Juárez y San Pedro Mártir, en Baja California. También se encuentra en las denominadas "islas del cielo" de las montañas del norte de Sonora, específicamente en la sierra de Cananea. Además de estas regiones, tres localidades en Chihuahua; Ciudad Madera, San Rafael y El Largo también se ajustan a las características de veranos frescos del clima Csb, y experimentan tanto lluvias como nevadas en invierno. Sin embargo, debido a su influencia monzónica, con la mayor parte de las precipitaciones concentradas en el verano, estas localidades a menudo no son clasificadas bajo el clima Csb en algunos mapas y fuentes de información climática, a pesar de sus veranos templados y sus inviernos húmedos.

- Cwa, Subtropical monzónico o con estación seca, Este clima se le encuentra disperso por todo el país, la costa tamaulipeca, la cuenca del lago de Chapala y el Bajío son las principales zonas con este clima, también se encuentra el piedemonte de la Sierra Madre Occidental y la Huasteca Potosina. Es el tercer clima con más población en las ciudades con más de 100,000 habitantes, entre ellas están: La Piedad de Cabadas, Salamanca, León, Ciudad Guzmán, Tepatitlán de Morelos, Moroleón, Ocotlán, Irapuato, Zamora de Hidalgo, Guadalajara y Tepic

- Cwb, Templado subhúmedo o con invierno seco, es el principal exponente de las sierras más importantes del país, La Sierra Madre Occidental y el Eje Neovolcánico, también incluye la parte norte de la Sierra Madre Oriental y la Sierra Madre del Sur en las partes más altas. La vegetación es muy característica por sus encinos y pinos. Es el clima con la mayor población en ciudades con más de 100,000 habitantes (un 38% de la población), como lo son: Ciudad de México, Toluca de Lerdo, San Cristóbal de las Casas, Tlaxcala, Puebla, Guanajuato, Pachuca, Oaxaca, Comitán, Orizaba, Morelia, Uruapan, Santiago Tianguistenco.

- Cwc, Subalpino subhúmedo o con invierno seco, es extremadamente raro en México. No existen estaciones climatológicas de la CONAGUA que registren directamente estas características. Sin embargo, su presencia se ha deducido a través de interpolaciones, modelos climáticos y el estudio de la flora que coexiste en estas zonas. Este clima existe en las montañas más altas de la Sierra de Arteaga, como en la cima de La Marta. También se ha deducido su existencia en círculos concéntricos entre los climas Cwb y los glaciares del Eje Neovolcánico Transversal. En las faldas de los volcanes Popocatépetl, Iztaccíhuatl, Pico de Orizaba, La Malinche y el Nevado de Toluca exhiben estas condiciones. Un ejemplo notable es la localidad de Raíces en el municipio de Zinacantepec, ubicada a 3531 msnm en las faldas del Nevado de Toluca, que también comparte las características de este clima singular.

- Cfa, Subtropical húmedo con lluvias todo el año, se localiza en las regiones medias de la Sierra Madre Oriental en los estados de San Luis Potosí, Hidalgo, Puebla, Veracruz y Oaxaca, más conocido como el Bosque Mesófilo, y en transición con la Selva. También existe en la frontera entre Tamaulipas con Texas en la costa del golfo de México, la misma zona es una extensión de este clima muy característico en el sur de EE. UU. Las ciudades con este clima son Matamoros, Ciudad Victoria, Cadereyta Jiménez, Coatepec, Xicotepec y Córdoba.

- Cfb, Templado húmedo comúnmente llamado oceánico, este clima se localiza principalmente en la Sierra Madre Oriental, captando toda la humedad proveniente del Golfo de México, e impidiendo que llegue a las mesetas. Esta zona es el mejor exponente del bosque mesófilo en México. También existen zonas en la Sierra Madre Occidental que por exclusión se le ha asignado este clima, ya que aun teniendo una pequeña estación seca en primavera no coincide con otros climas. La ciudad de Xalapa, en Veracruz, es el ejemplo más representativo de este clima. Otras ciudades más pequeñas en Puebla, como Teziutlán, Huauchinango y Zacatlán también comparten estas condiciones de clima templado húmedo.

- Cfc, Subpolar con lluvias todo el año, llamado también oceanico frio, Se localiza en la zona más elevada de la sierra de San Pedro Mártir según el registro de una estación climatológica llamada Observatorio a una altitud de 2830 m s. n. m. y principalmente en las laderas y pico del volcan Cofre de Perote y en la comunidad cercana al volcan, El Conejo.[3]

### Climas Continentales
Este tipo de climas se encuentran muy limitados en México, solamente se localizan en pequeñas porciones de montaña del territorio nacional: 
- Dwb, Continental monzónico de verano fresco. Se localiza solamente en lugares de la alta montaña de Chihuahua en la sierra Tarahumara; como el Cerro Mohinora y el Parque nacional Cascada de Basaseachi
- Dfc, Continental húmedo de verano frío. Se localiza en las altas montañas de la sierra de Arteaga en Coahuila.

### Climas Fríos
- ET, Tundra que en el caso de México tiene una característica Alpina, se localiza principalmente en por arriba de los 4000 m s. n. m. en los picos del Popocatépetl, Iztaccíhuatl, Pico de Orizaba, La Malinche y Nevado de Toluca.

- EF, Glaciar, son los glaciares localizados en los más altos picos de las montañas antes mencionadas.

la letra x' en la modificación de Enriqueta García a la clasificación de Köppen, usada oficialmente por las entidades de gobierno mexicano, explican algunas de las acepciones o climas que se otorgaron por exclusión a las características descritas inicialmente, principalmente en la Sierra Madre Occidental y en la planicie tamaulipeca.

## Cambio climático
El cambio climático en México se refiere a los efectos del cambio climático en México. Las proyecciones indican que México sufrirá una disminución significativa en las precipitaciones anuales y aumentos en las temperaturas. Esto ejercerá presión sobre la economía, las personas y la biodiversidad de muchas partes del país, que tienen grandes climas áridos o cálidos. El cambio climático ya ha afectado la agricultura, la biodiversidad y los medios de vida de los agricultores, lo que ha empujado la migración. También se han visto afectadas «el agua, la salud, la contaminación del aire, la interrupción del tráfico por inundaciones y la vulnerabilidad de las viviendas a los deslizamientos de tierra».
Los patrones de precipitación alterados y el aumento de las temperaturas han llevado a la inseguridad económica en México, particularmente para los pequeños agricultores que producen los cultivos de México económica y culturalmente importantes: maíz y café. Los impactos del cambio climático son especialmente severos en la Ciudad de México debido al aumento de la contaminación del aire. Los impactos ecológicos del cambio climático dentro de México incluyen reducciones en la conectividad del paisaje y patrones migratorios cambiantes de los animales. Además, el cambio climático en México está vinculado al comercio mundial y los procesos económicos que se relacionan directamente con la seguridad alimentaria mundial.

## Geología de México
El término geología de México alude a la gran diversidad de formaciones geológicas que tiene ese país. En el centro y norte hay altiplanicies, rodeadas por dos principales cordilleras, llamadas Sierra Madre Oriental y Sierra Madre Occidental; al sur, la Sierra Madre del Sur y en el centro, el Eje Neovolcánico. La península de Yucatán es una región de tierras bajas, y la mayor parte del país tiene elevaciones geológicas. Los bosques se encuentran en su mayoría en las montañas. Al encontrarse en una zona donde hay gran actividad tectónica, México tiene numerosas fallas, zonas sísmicas y volcánicas.
La situación geológica actual de México es debido a que el país está al límite de la placa norteamericana, que crea una zona de subducción con la placa de Cocos, en el océano Pacífico. También forma parte del cinturón de fuego del Pacífico, y forma zonas de expansión en los límites de las placas norteamericana y del Pacífico. La actividad sísmica y volcánica de México se debe a las fallas geológicas y puntos calientes que generan placas tectónicas tales como la falla de San Andrés, la falla mesoamericana o el eje volcánico transversal.

## Definición constitucional deterritorio nacional
Según dictamina el artículo 42 de la Constitución Política de los Estados Unidos Mexicanos: "El territorio nacional comprende: el de las partes integrantes de la Federación; el de las islas, incluyendo los arrecifes y cayos en los mares adyacentes; el de la isla Guadalupe y las Revillagigedo situadas en el Océano Pacífico; la plataforma continental y los zócalos submarinos de las islas, cayos y arrecifes; las aguas de los mares territoriales en la extensión y términos que fije el derecho internacional y las marítimas interiores, y el espacio situado sobre el territorio nacional, con la extensión y modalidades que establezca el propio derecho internacional."